# Strada provinciale 28 Croce dell'Idice
La strada provinciale 28 Croce dell'Idice è una strada provinciale italiana della città metropolitana di Bologna.

## Percorso
Nasce nel paese di Castenaso, dove incrocia subito l'ex SS 253 San Vitale e continua verso sud-ovest. Incontra la sola località di Madonna di Castenaso. Appena entrata in comune di San Lazzaro di Savena interseca la strada provinciale 31 Colunga. La strada termina ad Idice, sulla Via Emilia, nel punto in cui inizia la SP 7 Valle dell'Idice.